# Bothrops muriciensis
Bothrops muriciensis är en ormart som beskrevs av Ferrarezzi och Freire 2001. Bothrops muriciensis ingår i släktet Bothrops och familjen huggormar. Inga underarter finns listade.
Arten förekommer i nordöstra Brasilien i delstaten Alagoas. Honor lägger inga ägg utan föder levande ungar.